# U-20-Fußball-Asienmeisterschaft 2025
Die 42. U-20-Fußball-Asienmeisterschaft (offiziell: 2025 AFC U-20 Asian Cup) wurde vom 12. Februar bis zum 1. März 2025 in China ausgetragen. Es traten 16 Mannschaften zunächst in der Gruppenphase in vier Gruppen und danach im K.-o.-System gegeneinander an. Das Turnier diente als asiatische Qualifikation für die U-20-Fußball-Weltmeisterschaft 2025 in Chile. Die besten vier Mannschaften qualifizierten sich dafür.
Australien gewann das Turnier im Elfmeterschießen mit 5:4 im Finale gegen Saudi-Arabien. Die beiden hatten sich im Halbfinale gegen Japan und Südkorea durchgesetzt. Titelverteidiger Usbekistan schied bereits im Viertelfinale aus. Torschützenkönig wurde der Usbeke Muhammadali Oʻrinboyev, der vier Toren erzielte. Zum besten Spieler des Turniers wurde der Australier Alexander Badolato ernannt.

## Teilnehmer

### Qualifikation
Von den 47 Mitgliedsverbänden der AFC meldeten sich neben Gastgeber China 45 zur Teilnahme an. Die Auslosung der Gruppen fand am 13. Juni 2024 in Kuala Lumpur statt. Wie seit den Qualifikationsspielen 2023 üblich, gab es keine regionale Aufteilung in die West- und Ostregion mehr. Die Mannschaften wurden in fünf Fünfer- und fünf Vierergruppen gelost.
Die Gruppen wurden vom 21. bis zum 29. September 2024 weiterhin als Miniturniere ausgetragen, bei denen je einer der Teilnehmer als Gastgeber einer Gruppe fungierte. Jede Mannschaft spielte einmal gegen jede andere ihrer Gruppe. Die zehn Gruppensieger und die fünf besten Zweitplatzierten qualifizierten sich für die Endrunde. Der Gastgeber aus China nahm nicht an der Qualifikation teil, war aber automatisch für die Endrunde gesetzt.
Südkorea konnte sich zum insgesamt 40. Mal für die Endrunde qualifizieren und bleibt damit Rekordteilnehmer. Dicht dahinter folgt der Nachbar Japan mit 39 sowie mit 34 bzw. 22 Teilnahmen Thailand und der Iran. Ohne die abgesagte Austragung 2021 zu berücksichtigen, ist es für Nordkorea und Thailand jeweils die erste Teilnahme nach 2018 und für den Jemen die erste nach 2016. Auf der anderen Seite überstanden mit dem Oman, Tadschikistan und Vietnam drei Teilnehmer von 2023 die Qualifikation nicht.

### Auslosung
Die Gruppenauslosung fand am 7. November 2024 in der chinesischen Stadt Shenzhen statt. Die Mannschaften wurden entsprechend ihren Platzierungen bei der letzten Austragung im März 2023 auf vier Lostöpfe verteilt und in vier Gruppen mit jeweils vier Mannschaften gelost. Gastgeber China war bereits als Gruppenkopf der Gruppe A gesetzt.
- Lostopf 1: China, Usbekistan, Irak, Japan
- Lostopf 2: Südkorea, Australien, Iran, Jordanien
- Lostopf 3: Indonesien, Saudi-Arabien, Syrien, Kirgisistan
- Lostopf 4: Katar, Thailand, Jemen, Nordkorea

Die Auslosung ergab folgende Gruppeneinteilung:
| Gruppe A    | Gruppe B      | Gruppe C   | Gruppe D |
| ----------- | ------------- | ---------- | -------- |
| China       | Irak          | Usbekistan | Japan    |
| Australien  | Jordanien     | Iran       | Südkorea |
| Kirgisistan | Saudi-Arabien | Indonesien | Syrien   |
| Katar       | Nordkorea     | Jemen      | Thailand |

## Gruppenphase

### Gruppe A
| Pl. | Land        | Sp. | S | U | N | Tore    | Diff. | Punkte |
| --- | ----------- | --- | - | - | - | ------- | ----- | ------ |
| 1.  | Australien  | 3   | 3 | 0 | 0 | 010:300 | +7    | 09     |
| 2.  | China       | 3   | 2 | 0 | 1 | 008:500 | +3    | 06     |
| 3.  | Katar       | 3   | 1 | 0 | 2 | 006:500 | +1    | 03     |
| 4.  | Kirgisistan | 3   | 0 | 0 | 3 | 003:140 | −11   | 0      |

| 12. Februar 2025, 17:15 Uhr (10:15 Uhr MEZ) in Shenzhen (Bao'an)  |   |             |           |
| Australien                                                        | – | Kirgisistan | 5:1 (4:0) |
| 12. Februar 2025, 19:30 Uhr (12:30 Uhr MEZ) in Shenzhen (Youth 2) |   |             |           |
| China                                                             | – | Katar       | 2:1 (2:0) |
| 15. Februar 2025, 17:15 Uhr (10:15 Uhr MEZ) in Shenzhen (Youth 2) |   |             |           |
| Katar                                                             | – | Australien  | 1:3 (1:1) |
| 15. Februar 2025, 19:30 Uhr (12:30 Uhr MEZ) in Shenzhen (Bao'an)  |   |             |           |
| Kirgisistan                                                       | – | China       | 2:5 (1:2) |
| 18. Februar 2025, 19:30 Uhr (12:30 Uhr MEZ) in Shenzhen (Bao'an)  |   |             |           |
| China                                                             | – | Australien  | 1:2 (1:2) |
| 18. Februar 2025, 19:30 Uhr (12:30 Uhr MEZ) in Shenzhen (Youth 2) |   |             |           |
| Kirgisistan                                                       | – | Katar       | 0:4 (0:2) |

### Gruppe B
| Pl. | Land          | Sp. | S | U | N | Tore    | Diff. | Punkte |
| --- | ------------- | --- | - | - | - | ------- | ----- | ------ |
| 1.  | Saudi-Arabien | 3   | 2 | 0 | 1 | 003:200 | +1    | 06     |
| 2.  | Irak          | 3   | 1 | 2 | 0 | 002:100 | +1    | 05     |
| 3.  | Jordanien     | 3   | 1 | 1 | 1 | 002:200 | ±0    | 04     |
| 4.  | Nordkorea     | 3   | 0 | 1 | 2 | 003:500 | −2    | 01     |

| 13. Februar 2025, 15:00 Uhr (8:00 Uhr MEZ) in Shenzhen (Longhua) |   |               |           |
| Irak                                                             | – | Nordkorea     | 1:1 (1:0) |
| 13. Februar 2025, 19:30 Uhr (12:30 Uhr MEZ) in Shenzhen (Bao'an) |   |               |           |
| Jordanien                                                        | – | Saudi-Arabien | 0:1 (0:0) |
| 16. Februar 2025, 15:00 Uhr (8:00 Uhr MEZ) in Shenzhen (Longhua) |   |               |           |
| Nordkorea                                                        | – | Jordanien     | 1:2 (0:1) |
| 16. Februar 2025, 19:30 Uhr (12:30 Uhr MEZ) in Shenzhen (Bao'an) |   |               |           |
| Saudi-Arabien                                                    | – | Irak          | 0:1 (0:1) |
| 19. Februar 2025, 15:00 Uhr (8:00 Uhr MEZ) in Shenzhen (Longhua) |   |               |           |
| Irak                                                             | – | Jordanien     | 0:0       |
| 19. Februar 2025, 15:00 Uhr (8:00 Uhr MEZ) in Shenzhen (Bao'an)  |   |               |           |
| Saudi-Arabien                                                    | – | Nordkorea     | 2:1 (0:1) |

### Gruppe C
| Pl. | Land       | Sp. | S | U | N | Tore    | Diff. | Punkte |
| --- | ---------- | --- | - | - | - | ------- | ----- | ------ |
| 1.  | Iran       | 3   | 3 | 0 | 0 | 011:100 | +10   | 09     |
| 2.  | Usbekistan | 3   | 2 | 0 | 1 | 006:300 | +3    | 06     |
| 3.  | Indonesien | 3   | 0 | 1 | 2 | 001:600 | −5    | 01     |
| 4.  | Jemen      | 3   | 0 | 1 | 2 | 000:700 | −7    | 01     |

| 13. Februar 2025, 17:15 Uhr (10:15 Uhr MEZ) in Shenzhen (Youth 1) |   |            |           |
| Usbekistan                                                        | – | Jemen      | 1:0 (1:0) |
| 13. Februar 2025, 19:30 Uhr (12:30 Uhr MEZ) in Shenzhen (Youth 2) |   |            |           |
| Iran                                                              | – | Indonesien | 3:0 (1:0) |
| 16. Februar 2025, 17:15 Uhr (10:15 Uhr MEZ) in Shenzhen (Youth 1) |   |            |           |
| Jemen                                                             | – | Iran       | 0:6 (0:4) |
| 16. Februar 2025, 19:30 Uhr (12:30 Uhr MEZ) in Shenzhen (Youth 2) |   |            |           |
| Indonesien                                                        | – | Usbekistan | 1:3 (1:1) |
| 19. Februar 2025, 19:30 Uhr (12:30 Uhr MEZ) in Shenzhen (Youth 1) |   |            |           |
| Usbekistan                                                        | – | Iran       | 1:2 (0:0) |
| 19. Februar 2025, 19:30 Uhr (12:30 Uhr MEZ) in Shenzhen (Youth 2) |   |            |           |
| Indonesien                                                        | – | Jemen      | 0:0       |

### Gruppe D
| Pl. | Land     | Sp. | S | U | N | Tore    | Diff. | Punkte |
| --- | -------- | --- | - | - | - | ------- | ----- | ------ |
| 1.  | Südkorea | 3   | 2 | 1 | 0 | 007:300 | +4    | 07     |
| 2.  | Japan    | 3   | 1 | 2 | 0 | 006:300 | +3    | 05     |
| 3.  | Syrien   | 3   | 0 | 2 | 1 | 005:600 | −1    | 02     |
| 4.  | Thailand | 3   | 0 | 1 | 2 | 003:900 | −6    | 01     |

| 14. Februar 2025, 15:00 Uhr (8:00 Uhr MEZ) in Shenzhen (Longhua)  |   |          |           |
| Südkorea                                                          | – | Syrien   | 2:1 (2:0) |
| 14. Februar 2025, 17:15 Uhr (10:15 Uhr MEZ) in Shenzhen (Youth 1) |   |          |           |
| Japan                                                             | – | Thailand | 3:0 (2:0) |
| 17. Februar 2025, 15:00 Uhr (8:00 Uhr MEZ) in Shenzhen (Longhua)  |   |          |           |
| Syrien                                                            | – | Japan    | 2:2 (2:1) |
| 17. Februar 2025, 17:15 Uhr (10:15 Uhr MEZ) in Shenzhen (Youth 1) |   |          |           |
| Thailand                                                          | – | Südkorea | 1:4 (1:1) |
| 20. Februar 2025, 15:00 Uhr (8:00 Uhr MEZ) in Shenzhen (Youth 1)  |   |          |           |
| Japan                                                             | – | Südkorea | 1:1 (1:0) |
| 20. Februar 2025, 15:00 Uhr (8:00 Uhr MEZ) in Shenzhen (Longhua)  |   |          |           |
| Syrien                                                            | – | Thailand | 2:2 (0:0) |

## Finalrunde

### Spielplan
|  | Viertelfinale | Viertelfinale |               |         | Halbfinale | Halbfinale |  |  | Finale | Finale |
|  |               |               |               |         |            |            |  |  |        |        |
|  | Australien    | 3             |               |         |            |            |  |  |        |        |
|  | Irak          | 2             |               |         |            |            |  |  |        |        |
|  | Irak          | 2             | Australien    | 2       |            |            |  |  |        |        |
|  |               |               | Australien    | 2       |            |            |  |  |        |        |
|  |               | Japan         | 0             |         |            |            |  |  |        |        |
|  | Iran          | Japan         | 0             | 1 (3)   |            |            |  |  |        |        |
|  | Iran          |               |               | 1 (3)   |            |            |  |  |        |        |
|  | Japan         | E1 (4)E       |               |         |            |            |  |  |        |        |
|  |               |               | Australien    | E1 (5)E |            |            |  |  |        |        |
|  |               | Saudi-Arabien | 1 (4)         |         |            |            |  |  |        |        |
|  | Saudi-Arabien | 1             |               |         |            |            |  |  |        |        |
|  | China         | 0             |               |         |            |            |  |  |        |        |
|  | China         | 0             | Saudi-Arabien | E0 (3)E |            |            |  |  |        |        |
|  |               |               | Saudi-Arabien | E0 (3)E |            |            |  |  |        |        |
|  |               | Südkorea      | 0 (2)         |         |            |            |  |  |        |        |
|  | Südkorea      | Südkorea      | 0 (2)         | E3 (3)E |            |            |  |  |        |        |
|  | Südkorea      |               |               | E3 (3)E |            |            |  |  |        |        |
|  | Usbekistan    | 3 (1)         |               |         |            |            |  |  |        |        |

E Sieg im Elfmeterschießen

### Viertelfinale
| 22. Februar 2025, 16:15 Uhr (9:15 Uhr MEZ) in Shenzhen (Youth 2)  |   |            |                                 |
| Saudi-Arabien                                                     | – | China      | 1:0 (0:0)                       |
| 22. Februar 2025, 19:30 Uhr (12:30 Uhr MEZ) in Shenzhen (Bao'an)  |   |            |                                 |
| Australien                                                        | – | Irak       | 3:2 (1:2)                       |
| 23. Februar 2025, 16:15 Uhr (9:15 Uhr MEZ) in Shenzhen (Youth 2)  |   |            |                                 |
| Iran                                                              | – | Japan      | 1:1 n. V. (1:1, 1:1), 3:4 i. E. |
| 23. Februar 2025, 19:30 Uhr (12:30 Uhr MEZ) in Shenzhen (Youth 1) |   |            |                                 |
| Südkorea                                                          | – | Usbekistan | 3:3 n. V. (3:3, 1:1), 3:1 i. E. |

### Halbfinale
| 26. Februar 2025, 16:15 Uhr (9:15 Uhr MEZ) in Shenzhen (Youth 2) |   |          |                      |
| Saudi-Arabien                                                    | – | Südkorea | 0:0 n. V., 3:2 i. E. |
| 26. Februar 2025, 19:30 Uhr (12:30 Uhr MEZ) in Shenzhen (Bao'an) |   |          |                      |
| Australien                                                       | – | Japan    | 2:0 (0:0)            |

### Finale
| Australien                                                         | Australien | Saudi-Arabien | Saudi-Arabien |
| ------------------------------------------------------------------ | --- | --- | ------------- |
| Australien                                                         | \| Finale \| \| 1. März 2025 um 19:30 Uhr (12:30 MEZ) in Shenzhen (Bao'an Stadion) \| \| Ergebnis: 1:1 n. V. (1:1, 1:1), 5:4 i. E. \| \| Zuschauer: 3.355 \| \| Schiedsrichter: Hiroki Kasahara ( Japan) \| \| Spielbericht \| | \| Finale \| \| 1. März 2025 um 19:30 Uhr (12:30 MEZ) in Shenzhen (Bao'an Stadion) \| \| Ergebnis: 1:1 n. V. (1:1, 1:1), 5:4 i. E. \| \| Zuschauer: 3.355 \| \| Schiedsrichter: Hiroki Kasahara ( Japan) \| \| Spielbericht \|                                                                                          | Saudi-Arabien |
| Australien                                                         | Steven Hall – Joshua Inserra (46. Jonny Yull), Sebastian Esposito, Panagiotis Kikianis, Zach Lisolajski (46. Fabian Talladira) – Daniel Bennie (98. Lucas Herrington), Louis Agosti (46. Jaylan Pearman), Paul Okon-Engstler (89. Frans Deli), Alexander Badolato – Musa Toure (81. Tiago Quintal), Luka Jovanovic Cheftrainer: Trevor Morgan | Hamed al-Shanqiti – Nawaf al-Gulaymish, Saleh Barnawi, Mohammed Barnawi, Awad Aman – Farhah al-Shamrani, Bassam Hazazi, Hussain al-Raqwani (67. Ali al-Mahdawi), Amar al-Yuhaybi (76. Ziyad al-Ghamdi), Saad Haqawi (105. Ramez al-Attar) – Talal Haji (98. Thamer al-Khaibari) Cheftrainer: Marcos Soares ( Brasilien) | Saudi-Arabien |
| Australien                                                         | 1:0 Agosti (24.) | 1:1 Haji (45.+2') | Saudi-Arabien |
| Australien                                                         | Elfmeterschießen | | Saudi-Arabien |
| Australien                                                         | 1:0 Jovanovic 2:1 Badolato 3:2 Pearman 4:3 Yull 5:4 Kikianis | 1:1 al-Khaibari 2:2 al-Shamrani 3:3 al-Mahdawi 4:4 S. Barnawi Hall hält gegen Hazazi | Saudi-Arabien |
| Australien                                                         | Inserra (42.), Deli (99.), Jovanovic (108.), Quintal (120.+1') | Haqawi (18.), S. Barnawi (22.), Hazazi (26.) | Saudi-Arabien |
| Finale                                                             | | |               |
| 1. März 2025 um 19:30 Uhr (12:30 MEZ) in Shenzhen (Bao'an Stadion) | | |               |
| Ergebnis: 1:1 n. V. (1:1, 1:1), 5:4 i. E.                          | | |               |
| Zuschauer: 3.355                                                   | | |               |
| Schiedsrichter: Hiroki Kasahara ( Japan)                           | | |               |
| Spielbericht                                                       | | |               |

## Beste Torschützen
Nachfolgend sind die besten Torschützen des Turnieres aufgeführt. Bei gleicher Anzahl an Toren sind die Spieler zunächst nach der Anzahl der Vorlagen und anschließend nach den Spielminuten sortiert.
| Rang | Spieler                | Tore | Vorlagen | Spielminuten |
| ---- | ---------------------- | ---- | -------- | ------------ |
| 01   | Muhammadali Oʻrinboyev | 4    | 1        | 293          |
| 02   | Kim Tae-won            | 4    | 1        | 396          |
| 03   | Esmaeil Gholizadeh     | 3    | 2        | 331          |
| 04   | Luka Jovanovic         | 3    | 1        | 479          |
| 05   | Musa Toure             | 3    | 0        | 344          |
| 06   | Alexander Badolato     | 2    | 3        | 472          |
| 07   | Kuai Jiwen             | 2    | 1        | 316          |
| 08   | Saad Haqawi            | 2    | 1        | 585          |

Zu diesen besten Torschützen mit mindestens zwei Toren und einer Vorlage kommen 13 weitere mit jeweils zwei Tore ohne Vorlage, 43 weitere mit je einem Tor sowie ein Eigentor.

## Schiedsrichter
Beim Turnier kamen die folgende Schiedsrichter zum Einsatz.
Hauptschiedsrichter:
- Alexander King
- Ammar Mahfoodh
- Shen Yinhao
- Thoriq Alkatiri
- Zaid Thamer Mohammed
- Hiroki Kasahara
- Abdulhadi al-Ruaile
- Abdullah Jamali
- Qasim al-Hatmi
- Choi Hyun-jai
- Asker Najafaliyev
- Ahmed Darwish

Schiedsrichterassistenten:
- James Lindsay
- Mohamed Salman
- Guo Jingtao
- Luo Zheng
- So Kai Man
- Bangbang Syamsudar
- Hayder Ubaydee
- Takagi Takumi
- Khaled Khalaf
- Ali Jraq
- Nasser al-Busaidi
- Cheon Jin-hee
- Ismoil Nuraliev
- Kijsathit Pattarapong
- Ruslan Serazitdinov
- Yasser al-Murshidi